# Chiang Ching-kuo
Chiang Ching-kuo, född den 27 april 1910, död den 13 januari 1988, var Chiang Kai-sheks ende biologiske son och en viktig kinesisk politiker tillhörande Kuomintang-partiet. Han var Taiwans president mellan 1978 och 1988.
Han är särskilt känd för att ha lagt grunden till Taiwans demokratiska utveckling genom att ha upphävt det fyrtio år gamla undantagstillståndet på Taiwan 1987.

## Uppväxt

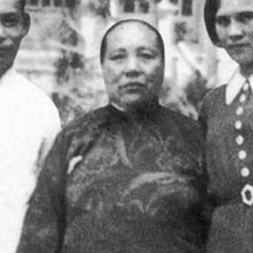
Chiang Ching-kuos mor Mao Fumei.

Han var ende son till den kinesiske nationalistledaren Chiang Kai-shek och hans första fru Mao Fumei. Äktenskapet mellan Chiang och Mao var arrangerat av Chiangs mor. Paret var inte lyckligt tillsammans och Chiang skaffade sig snart en ny älskarinna efter Ching-kuos födelse. Ching-kuo uppfostrades av sin mor och farmor i faderns frånvaro i hemstaden Xikou, nära Fenghua. 1916 adopterade Chiang en son som fick namnet Wei-kuo och lät denne uppfostras av sin konkubin Yao Yecheng

## Tolv år i Sovjetunionen
På grund av alliansen mellan Kuomintang och Kinas kommunistiska parti skickades Chiang till Moskva 1925, där han fick sin utbildning på Sun Yat-sen-universitetet (Sunovka). I Sovjetunionen antog han det ryska namnet Nikolaj Vladimirovitj Jelizarov (Николай Владимирович Елизаров). Han gick snart med i Komsomol och påverkades till en början starkt av trotskismen och lärde bland annat känna universitetets rektor Karl Radek.
I Moskva lärde han känna flera blivande ledare i Kinas kommunistiska parti som Deng Xiaoping och Chen Shaoyu. I Moskva inledde han ett förhållande med den kinesiske krigsherren Feng Yuxiangs dotter Feng Funeng och 1926 ingick de ett borgerligt äktenskap.
Det följande året blev dramatiskt för Chiang. I samband med att hans far Chiang Kai-shek genomförde utrensningar mot Kinas kommunistiska parti i april 1927 tvingades Chiang Ching-kuo ta offentligt avstånd från sin far och strax efter tvingades han också ta avstånd från sina tidigare trotskistiska sympatier efter Josef Stalins maktövertagande. Samma år upplöstes också hans äktenskap med Feng Funeng, även om paret upprätthöll vänskapliga förbindelser. Chiang blev också kandidatmedlem i Sovjetunionens kommunistiska parti, men beviljades aldrig fullständigt medlemskap.
Efter examen innehade Chiang olika tjänster i Sovjetunionen. Den längsta tiden tillbringade han som chef på fabriken Uralmasj i Jekaterinburg, där han lärde känna sin blivande maka, den vitryska Faina Ipatievna Vachreva som han gifte sig med 1935.

## Återkomst till Kina
1936 förbättrades förhållandet mellan Kuomintang och kommunistpartiet som bildade en allians mot den japanska imperialismen. Detta ledde till att Chiang år 1937 fick tillstånd av Josef Stalin att återvända till Kina och samma år eskorterades Chiang av kommunisten Kang Sheng på sin resa på transsibiriska järnvägen hem till Kina.

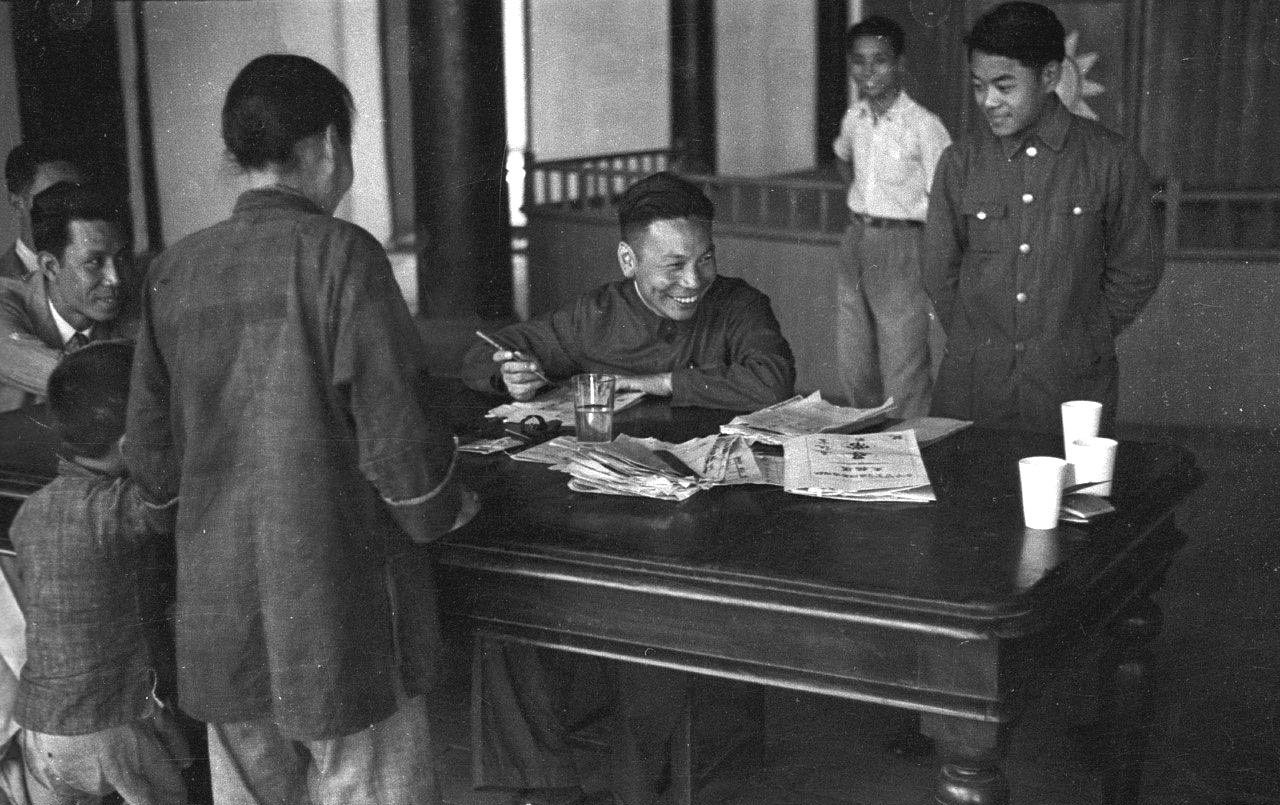
Chiang Ching-kuo i Gannan, 1939-45.

För att försonas med sin far fick Ching-kuo utföra kowtow och lovade att förbättra sin kinesiska, som förfallit under hans tolvåriga vistelse i Sovjetunionen. Ching-kuo fick genomgå ett intensivt studium i klassisk kinesiska, filosofi och Sun Yat-sens ideologi under ledning av juristen Hsu Dau-lin. Chiang Kai-shek och hans nya fru Soong May-ling accepterade Ching-kuos vitryska hustru Faina som en familjemedlem och hon flyttade in hos Ching-kuos biologiska mor Mao Fumei i Xikou, där hon fick lära sig familjens Ningbo-dialekt.
Trots sin ungdom fick Ching-kuo en stor betydelse för sin far under det andra kinesisk-japanska kriget, som bröt ut 1937. 1939 utsågs Ching-kuo till särskild kommissionär (行署專員) för Gannan-prefekturen i södra Jiangxi-provinsen, ett område som tidigare kontrollerats av den Kinesiska sovjetrepubliken. Fram till 1945 genomförde han och Kuomintangs ungdomskår en rad reformer där för att förbättra den sociala situationen i området. Han förbjöd bland annat rökning, hasardspel och prostitution och arbetade för att utjämna de sociala skillnaderna i Gannan. Dessa reformer blev kända som "Den nya given i Gannan" (贛南新政) och sågs som ett alternativ till Kuomintangs styre på andra håll i landet som var känt för sin korruption.
Under tiden i Jiangxi inledde Chiang ett utomäktenskapligt förhållande med Chang Ya-juo som i hemlighet födde honom tvillingarna Chiang Hsiao-yen (John Chiang) och Chang Hsiao-tzu (Winston Chang) i Guangxi. Chiang Kai-shek gav pojkarna namn enligt Chiang-familjens generationsträd, men tillät inte att de tog efternamnet Chiang och deras existens hölls länge hemlig från Faina. 
Under det kinesiska inbördeskriget hade han en rad viktiga positioner inom militären och han hade även ansvar för den ekonomiska politiken. Han blev känd för sin misslyckade kamp mot hyperinflationen i Shanghai i slutet på 1940-talet.

## Karriär i Taiwan

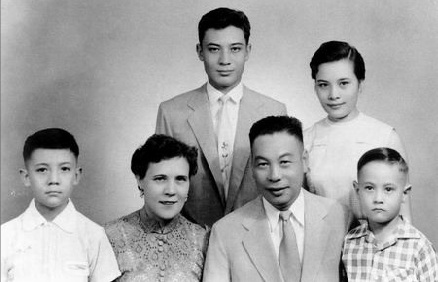
Chiang Ching-kuo med sin familj cirka 1950, från vänster Hsiao-wu (Alex), Faina, Ching-kuo och Hsiao-yung (Eddy), stående från vänster är Hsiao-wen (Alan) och Hsiao-chang.

Chiang följde med sin far Chiang Kai-shek till Taiwan efter det att Kuomintang förlorat det kinesiska inbördeskriget 1949. På Taiwan var han bland annat ansvarig för den hemliga polisen och för undertryckandet av den politiska oppositionen. Han ledde också hemliga räder mot det kinesiska fastlandet via de Kuomintang-kontrollerade öarna Quemoy och Matsu.
I takt med faderns sviktande hälsa fick han allt fler uppdrag i regeringen. Chen Cheng sågs länge som en tänkbar efterträdare och rival till Ching-kuo, men när Chen avled i cancer 1965 var Chiang Ching-kuos ställning som efterträdare till sin fader obestridd. 1965 blev han utnämnd till försvarsminister och 1972 utsågs Chiang, 62 år gammal till konseljpresident för det exekutiva rådet, det vill säga premiärminister. När Chiang Kai-shek avled 1975 utsågs Ching-kuo till ledare för Kuomintang 1978, sedan ett nytt parlament valts utsågs han till president.
Under 1980-talet genomförde han demokratiska reformer på Taiwan och 1987 lyftes det undantagstillstånd som hade varit i kraft sedan 1947. Chiang anses ha berett vägen för de demokratiska reformer som tog fart efter hans död på 1990-talet och kulminerade med Demokratiska framstegspartiets (bildat 1986, under Chiangs regim) seger i presidentvalet 2000.